# متنزه غابة بيلا بي
حديقة غابة بيلابي هي حديقة غابات تقع في غامبيا. وتبلغ مساحتها 217 هكتارًا.